# Marc De Coster
Marc De Coster (1957) is een Belgisch etymoloog. De Coster brengt Nederlandse woorden en uitdrukkingen in kaart, die veelal onderbelicht zijn. Hij heeft teksten geschreven voor meerdere tijdschriften die gerelateerd zijn aan de Nederlandse taal. In 2003 ontving hij voor het Woordenboek van eufemismen en politiek correct taalgebruik de Kruyskamp-prijs uitgereikt door de Maatschappij der Nederlandse Letterkunde. Zijn eerste online woordenboek met 35.000 lemma's, het "Woordenboek van Populair Taalgebruik", verscheen in 2021 op Ensie. 